# Carcelia murina
Carcelia murina là một loài ruồi trong họ Tachinidae.